# 4177 Kohman
Kohman (asteroide 4177) é um asteroide da cintura principal, a 2,3723527 UA. Possui uma excentricidade de 0,2828834 e um período orbital de 2 197,75 dias (6,02 anos).
Kohman tem uma velocidade orbital média de 16,37562963 km/s e uma inclinação de 17,15917º.
Este asteroide foi descoberto em 21 de Setembro de 1987 por Edward Bowell.